# Arab Times
Arab Times fue un periódico diario en árabe de la ciudad de  Houston, Texas. Fue fundado en 1986 como bisemanal por DrOsama Fawzi, , un escritor y periodista jordano de origen palestino. Emigró a los Estados Unidos en 1984 y se instaló en la ciudad de Houston.Periódico Arab Times fue fundado en 1986 y se convirtió en el más Árabe difusión periódicos en América del Norte. El periódico Arab Times afirma ser el único periódico prohibido de distribución en todos los países árabes.
Criticism.